# Storflärken (Häggdångers socken, Ångermanland)
Storflärken är en sjö i Härnösands kommun i Ångermanland och ingår i Gådeån-Indalsälvens kustområde. Sjön har en area på 0,0349 kvadratkilometer och ligger 126 meter över havet.

## Delavrinningsområde
Storflärken ingår i det delavrinningsområde (694229-160000) som SMHI kallar för Inloppet i Antjärnstjärnen. Medelhöjden är 116 meter över havet och ytan är 3,69 kvadratkilometer. Det finns ett avrinningsområde uppströms, och räknas det in blir den ackumulerade arean 10,22 kvadratkilometer. Avrinningsområdets utflöde Byån mynnar i havet. Avrinningsområdet består mestadels av skog (88 procent). Avrinningsområdet har 0,03 kvadratkilometer vattenytor vilket ger det en sjöprocent på 0,9 procent.